# Polskie Towarzystwo Astronomiczne
Polskie Towarzystwo Astronomiczne (PTA) – stowarzyszenie naukowe, założone w 1923 roku, z siedzibą w Warszawie. Zrzesza astronomów zawodowych, członkiem stowarzyszenia może zostać osoba, która posiada dyplom ukończenia studiów astronomicznych, albo opublikowała co najmniej jedną pracę naukową z dziedziny astronomii.
Celem Polskiego Towarzystwa Astronomicznego jest popieranie rozwoju nauk astronomicznych, ich dydaktyki i popularyzacji w społeczeństwie. W tym celu m.in. prowadzi działalność wydawniczą, organizuje konferencje i konkursy. Co dwa lata w jednym z ośrodków astronomicznych organizowany jest zjazd Polskiego Towarzystwa Astronomicznego, który jest konferencją poświęconą naukowej i popularnonaukowej działalności polskich astronomów.
Polskie Towarzystwo Astronomiczne liczy prawie 280 członków, zatrudnionych przeważnie w instytutach naukowych. Od 2017 prezesem Towarzystwa jest prof. Marek Sarna. Towarzystwo wchodzi w skład Europejskiego Towarzystwa Astronomicznego.

## Historia
PTA powołano na zjeździe w Toruniu 19 lutego 1923 roku, t.j. w 450. rocznicę urodzin Mikołaja Kopernika. Pierwszym prezesem został Tadeusz Banachiewicz, który był także jednym z inicjatorów powstania PTA. Od 1929 do 1956 roku towarzystwo wydawało czasopismo naukowe „Acta Astronomica”, co później przekazano Komitetowi Astronomii Polskiej Akademii Nauk. Po II wojnie światowej towarzystwo reaktywowano w 1948 roku na zjeździe we Wrocławiu. Pięć lat później rozpoczęto wydawanie czasopisma naukowego „Postępy Astronomii” (z inicjatywy Stefana Piotrowskiego). W 1954 roku przeniesiono siedzibę stowarzyszenia z Wrocławia do Warszawy, a w roku następnym oficjalnie zarejestrowano stowarzyszenie. Dwa lata później Polska Akademia Nauk przejęła opiekę nad PTA wraz z obowiązkiem finansowania jego działalności. Od 1959 roku co dwa lata odbywa się ogólnopolski zjazd członków towarzystwa, na którym wręczane są nagrody PTA oraz wybierane władze (od 2017 roku kadencje władz towarzystwa są czteroletnie). W 1970 roku zorganizowano wyjazd polskich astronomów na kongres Międzynarodowej Unii Astronomicznej w Brighton (Wielka Brytania). Ze względów finansowych młodsi astronomowie popłynęli statkiem szkoleniowym M/Y Podhalanin i nocowali na jego pokładzie w czasie kongresu. Podróż do Brighton zajęła im tydzień. Towarzystwo zorganizowało wyprawę na Węgry w celu obserwacji całkowitego zaćmienia Słońca 11 sierpnia 1999 roku.

## Działalność wydawnicza
Polskie Towarzystwo Astronomiczne wydaje dwumiesięcznik „Urania – Postępy Astronomii” (współwydawcą jest także PTMA), które powstało z połączenia wydawanego przez PTA czasopisma „Postępy Astronomii” z czasopismem „Urania”. Ponadto PTA jest jednym z wydawców miesięcznika popularnonaukowego „Delta” – razem z Polskim Towarzystwem Matematycznym, Polskim Towarzystwem Fizycznym i Polskim Towarzystwem Informatycznym.
W roku 1929 stowarzyszenie rozpoczęło wydawanie naukowego czasopisma „Acta Astronomica”, które na początku XXI w. dalej się ukazuje, ale już nie pod auspicjami PTA.
Od 2013 roku wydawana jest seria „Proceedings of the Polish Astronomical Society”, która zawiera materiały pokonferencyjne ze zjazdów PTA oraz konferencji współorganizowanych przez towarzystwo.
PTA wydaje także książki popularnonaukowe dotyczące astronomii, np.:
- Astronomem być... Świadectwa życia i pracy astronomów polskich (2007) pod redakcją Andrzeja Woszczyka,
- Sylwetki astronomów polskich XX w. (2008) pod redakcją Andrzeja Woszczyka,
- Józef Smak Opowiadania starego astronoma (2010),
- Józef Smak Nowe opowiadania starego astronoma (2013),
- Zadania z Olimpiad Astronomicznych XXXVI–LX (2018) pod redakcją Mateusza Krakowczyka.

Przewidywania dotyczące zjawisk astronomicznych publikowane są w corocznych wydawnictwach pt. „Almanach Astronomiczny” redagowanych przez Tomasza Ściężora. Pierwszy dotyczył roku 2015.
W 2015 roku towarzystwo zostało koproducentem popularnonaukowego cyklu telewizyjnego „Astronarium” (wspólnie z TVP), dostępnego także na YouTube.

## Nagrody, medale i wyróżnienia
Polskie Towarzystwo Astronomiczne przyznaje następujące nagrody i wyróżnienia:
- Medal Bohdana Paczyńskiego – za wybitne osiągnięcia w dziedzinie astronomii i astrofizyki (od 2013 roku)
- Nagroda im. Włodzimierza Zonna – za popularyzację wiedzy o Wszechświecie (od 1983 roku)
- Nagroda Młodych – za wybitny indywidualny dorobek w dziedzinie astronomii uzyskany w wieku do 35 lat (od 1970 roku)
- członkostwo honorowe – do tej pory otrzymali je (15 osób): C. Robert O’Dell (1979), Jan Mergentaler (1979), Eugeniusz Rybka (1979), Wilhelmina Iwanowska (1995), Antoni Opolski (2003), Bohdan Paczyński (2003), Józef Smak (2007), Andrzej Woszczyk (2011), Kazimierz Stępień (2015), Wojciech Dziembowski (2017), Sławomir Ruciński (2017), Krzysztof Ziołkowski (2019), Cecylia Iwaniszewska (2021), Jerzy Kreiner (2021) i Jan Mietelski (2021)[11].

## Kadencje, Walne Zebrania, Władze i Zjazdy PTA
Historia walnych zebrań, władz i zjazdów PTA. Jeśli nie zaznaczono inaczej, informacje zaczerpnięto ze stron PTA.
| Numer kadencji | Walne Zebranie (początek kadencji) | Walne Zebranie (początek kadencji) | Władze Towarzystwa (po ukonstytuowaniu)                                                    | Władze Towarzystwa (po ukonstytuowaniu)                  | Władze Towarzystwa (po ukonstytuowaniu)                                      | Władze Towarzystwa (po ukonstytuowaniu)                       | Władze Towarzystwa (po ukonstytuowaniu)                                    | Władze Towarzystwa (po ukonstytuowaniu)             | Władze Towarzystwa (po ukonstytuowaniu)                                                                        | Władze Towarzystwa (po ukonstytuowaniu)                                                                                                | Ważne wydarzenia w czasie kadencji | Ważne wydarzenia w czasie kadencji | Ważne wydarzenia w czasie kadencji | Uwagi                                     |
| Numer kadencji | data                               | miejsce                            | Prezes                                                                                     | Wiceprezes                                               | Sekretarz                                                                    | Skarbnik                                                      | Członkowie Zarządu                                                         | Zastępcy Członków                                   | Komisja Rewizyjna                                                                                              | Sąd Koleżeński | data                               | miejsce | nazwa | Uwagi                                     |
| -------------- | ---------------------------------- | ---------------------------------- | ------------------------------------------------------------------------------------------ | -------------------------------------------------------- | ---------------------------------------------------------------------------- | ------------------------------------------------------------- | -------------------------------------------------------------------------- | --------------------------------------------------- | --- | --- | ---------------------------------- | --- | --- | ----------------------------------------- |
| 1              | 19–20 lutego 1923                  | Toruń                              | Tadeusz Banachiewicz                                                                       | Władysław Dziewulski                                     |                                                                              |                                                               | Marcin Ernst, Michał Kamieński, Felicjan Kępiński, Józef Witkowski         |                                                     | | | 19–20 lutego 1923                  | Toruń | Pierwszy Zjazd Astronomów Polskich | [ 14 ]                                    |
| 1              | 19–20 lutego 1923                  | Toruń                              | Tadeusz Banachiewicz                                                                       | Władysław Dziewulski                                     | 3 stycznia 1930                                                              | Warszawa                                                      | Marcin Ernst, Michał Kamieński, Felicjan Kępiński, Józef Witkowski         | Walne Zebranie                                      | [ 15 ] | |                                    | | |                                           |
| 1              | 19–20 lutego 1923                  | Toruń                              | Tadeusz Banachiewicz                                                                       | Władysław Dziewulski                                     | 11 września 1930                                                             | Warszawa                                                      | Marcin Ernst, Michał Kamieński, Felicjan Kępiński, Józef Witkowski         | Zjazd PTA                                           | Wg zjazd ten kończył 1. kadencję i wybrano na nim nowego prezesa().                                            | |                                    | | |                                           |
| 2              | 12 września 1931                   | Warszawa                           | Władysław Dziewulski                                                                       | Tadeusz Banachiewicz, Kazimierz Jantzen, Józef Witkowski | Stanisław Szeligowski                                                        | Eugeniusz Rybka                                               |                                                                            |                                                     | | | 29–31 sierpnia 1934                | Warszawa | Pierwszy Naukowy Zjazd Astronomów Polskich (I*) | , wg Rybki był to II Zjazd PTA            |
| 3              | 31 sierpnia 1934                   | Warszawa                           | Edward Warchałowski                                                                        |                                                          |                                                                              | Eugeniusz Rybka                                               |                                                                            |                                                     | | | 28–30 maja 1939                    | Wilno | Zjazd Referatowy (II*) | Zanik działalności                        |
| 4              | 11 października 1948               | Wrocław                            | Eugeniusz Rybka                                                                            | Stefan Piotrowski                                        | Antoni Opolski                                                               | Kazimierz Kordylewski                                         | Wilhelmina Iwanowska                                                       |                                                     | Tadeusz Banachiewicz, Władysław Dziewulski, Jan Gadomski                                                       | | 10–11 października 1948            | Wrocław | Zjazd Astronomów Polskich (III*) | Powojenny zjazd założycielski             |
| 4              | 11 października 1948               | Wrocław                            | Eugeniusz Rybka                                                                            | Stefan Piotrowski                                        | Antoni Opolski                                                               | Kazimierz Kordylewski                                         | Wilhelmina Iwanowska                                                       | 11–13 czerwca 1950                                  | Tadeusz Banachiewicz, Władysław Dziewulski, Jan Gadomski                                                       | Wrocław | drugi Zjazd Naukowy PTA (IV*)      | [ 22 ] [ 23 ] | |                                           |
| 5              | 29 września 1950                   | Poznań                             | Józef Witkowski                                                                            | Eugeniusz Rybka                                          | Stefan Piotrowski                                                            | Kazimierz Kordylewski                                         |                                                                            | Stanisław Andruszewski, Jan Mergentaler             | Tadeusz Banachiewicz, Władysław Dziewulski, Jan Gadomski                                                       | | 10–12 listopada 1951               | Piwnice / Toruń | Trzeci Zjazd Naukowy PTA (V*) | [ 24 ] [ 25 ] [ 26 ]                      |
| 5              | 29 września 1950                   | Poznań                             | Józef Witkowski                                                                            | Eugeniusz Rybka                                          | Stefan Piotrowski                                                            | Kazimierz Kordylewski                                         | 16–17 listopada 1952                                                       | Stanisław Andruszewski, Jan Mergentaler             | Tadeusz Banachiewicz, Władysław Dziewulski, Jan Gadomski                                                       | Warszawa / Ostrowik | (brak nazwy)                       | [ 27 ] [ 28 ] [ b ] | |                                           |
| 6              | 16 listopada 1952                  | Warszawa                           | Włodzimierz Zonn                                                                           | Stefan Piotrowski                                        | Antoni Opolski                                                               | Kazimierz Kordylewski                                         | Jan Mergentaler                                                            | Wiesław Opalski, Józef Witkowski                    | Tadeusz Banachiewicz, Władysław Dziewulski, Eugeniusz Rybka                                                    | | 26–30 sierpnia 1953                | Wrocław | Sympozjon (Konferencja specjalistyczna nt. Diagramu H-R i zależności M–L) | [ 29 ] [ 30 ]                             |
| 6              | 16 listopada 1952                  | Warszawa                           | Włodzimierz Zonn                                                                           | Stefan Piotrowski                                        | Antoni Opolski                                                               | Kazimierz Kordylewski                                         | Jan Mergentaler                                                            | Wiesław Opalski, Józef Witkowski                    | Tadeusz Banachiewicz, Władysław Dziewulski, Eugeniusz Rybka                                                    | 21–22 kwietnia 1954 | Kraków                             | IV Zjazd Naukowy PTA (VI*) | Według: Zjazd referatowy P.T.A. w Krakowie |                                           |
| 6              | 16 listopada 1952                  | Warszawa                           | Włodzimierz Zonn                                                                           | Stefan Piotrowski                                        | Antoni Opolski                                                               | Kazimierz Kordylewski                                         | Jan Mergentaler                                                            | Wiesław Opalski, Józef Witkowski                    | Tadeusz Banachiewicz, Władysław Dziewulski, Eugeniusz Rybka                                                    | 1 lipca 1954 | Suwałki                            | Zjazd PTA | Informacja o tym zjeździe znajduje się tylko na stronie PTA (Zjazd ma nr 6)() |                                           |
| 6              | 16 listopada 1952                  | Warszawa                           | Włodzimierz Zonn                                                                           | Stefan Piotrowski                                        | Antoni Opolski                                                               | Kazimierz Kordylewski                                         | Jan Mergentaler                                                            | Wiesław Opalski, Józef Witkowski                    | Tadeusz Banachiewicz, Władysław Dziewulski, Eugeniusz Rybka                                                    | 6 maja 1955 | Wrocław                            | Zebranie organizacyjne Zarządu PTA, aby umożliwić rejestrację statutu i władz Towarzystwa w sądzie rejestrowym. Prezydium Rady Narodowej w Warszawie wpisało PTA do rejestru stowarzyszeń i związków (pod nr 401) w dniu 31 grudnia 1955 | Zebranie organizacyjne Zarządu PTA, aby umożliwić rejestrację statutu i władz Towarzystwa w sądzie rejestrowym. Prezydium Rady Narodowej w Warszawie wpisało PTA do rejestru stowarzyszeń i związków (pod nr 401) w dniu 31 grudnia 1955 |                                           |
| 6              | 16 listopada 1952                  | Warszawa                           | Włodzimierz Zonn                                                                           | Stefan Piotrowski                                        | Antoni Opolski                                                               | Kazimierz Kordylewski                                         | Jan Mergentaler                                                            | Wiesław Opalski, Józef Witkowski                    | Tadeusz Banachiewicz, Władysław Dziewulski, Eugeniusz Rybka                                                    | 14–16 grudnia 1955 | Poznań                             | Konferencja referatowa (VII*) | Konferencja zorganizowana przez Komitet Astronomiczny PAN, będąca kontynuacją zjazdów referatowych PTA |                                           |
| 7              | 15 grudnia 1956                    | Wrocław                            | Stefan Piotrowski                                                                          | Kazimierz Kordylewski                                    | Krzysztof Serkowski                                                          | Wiesław Wiśniewski                                            | Antoni Opolski                                                             | Jerzy Dobrzycki, Włodzimierz Zonn                   | Tadeusz Rakowiecki, Eugeniusz Rybka, Józef Witkowski                                                           | | listopad 1957                      | Kraków | Konferencja referatowa (VIII*) | [ 36 ] [ 37 ] [ 38 ] [ 39 ]               |
| 7              | 15 grudnia 1956                    | Wrocław                            | Stefan Piotrowski                                                                          | Kazimierz Kordylewski                                    | Krzysztof Serkowski                                                          | Wiesław Wiśniewski                                            | Antoni Opolski                                                             | Jerzy Dobrzycki, Włodzimierz Zonn                   | Tadeusz Rakowiecki, Eugeniusz Rybka, Józef Witkowski                                                           | 25–27 czerwca 1959 | Wrocław                            | Konferencja referatowa (IX*) | | [ 36 ] [ 37 ] [ 38 ] [ 39 ]               |
| 8              | 27 czerwca 1959                    | Wrocław                            | Antoni Opolski                                                                             | Stefan Piotrowski                                        | Wojciech Krzemiński (w 1961 roku sekretarzem zarządu był Andrzej Pacholczyk) | Włodzimierz Zonn                                              | Jan Kubikowski                                                             |                                                     | Michał Kamieński, Jerzy Pokrzywnicki, Konrad Rudnicki                                                          | | 14–16 września 1961                | Warszawa | Zjazd referatowy (X*) | [ 16 ] [ 38 ] [ 41 ]                      |
| 9              | 16 września 1961                   | Warszawa                           | Antoni Opolski                                                                             | Stefan Piotrowski                                        | Andrzej Pacholczyk                                                           | Włodzimierz Zonn                                              | Jan Kubikowski                                                             | Tadeusz Jarzębowski, Jerzy Stodółkiewicz            | Wiesław Opalski, Jerzy Pokrzywnicki, Konrad Rudnicki, Józef Witkowski                                          | | 19–21 września 1963                | Toruń | XI Zjazd PTA | [ 40 ] [ 41 ] [ 42 ] [ 43 ] [ 44 ] [ 45 ] |
| 10             | 21 września 1963                   | Toruń                              | Włodzimierz Zonn                                                                           | Wilhelmina Iwanowska                                     | Jerzy Stodółkiewicz                                                          | Stefan Piotrowski                                             | Jan Kubikowski                                                             | Krzysztof Serkowski, Andrzej Woszczyk               | Antoni Opolski, Jerzy Pokrzywnicki, Konrad Rudnicki, Józef Witkowski                                           | | 10–13 grudnia 1965                 | Olsztyn | XII Zjazd PTA | [ 45 ] [ 46 ]                             |
| 11             | 13 września 1965                   | Olsztyn                            | Włodzimierz Zonn                                                                           | Antoni Opolski                                           | Jan Kubikowski                                                               | Jerzy Stodółkiewicz                                           | Wilhelmina Iwanowska, Janusz Pagaczewski, Stefan Piotrowski                |                                                     | Maciej Bielicki, Jan Mergentaler, Wiesław Opalski, Grzegorz Sitarski                                           | | 26–28 października 1967            | Wrocław | XIII Zjazd PTA | [ 47 ] [ 48 ] [ 49 ]                      |
| 12             | 27 października 1967               | Wrocław                            | Włodzimierz Zonn                                                                           | Jerzy Stodółkiewicz                                      | Antoni Opolski, Konrad Rudnicki (od 13 lutego 1969)                          | Stefan Piotrowski, Wilhelmina Iwanowska (od 15 grudnia 1967), | Antoni Opolski (od 13 lutego 1969), Stefan Piotrowski (od 15 grudnia 1967) | Jan Kubikowski, Konrad Rudnicki (do 13 lutego 1969) | Maciej Bielicki, Jan Mergentaler, Grzegorz Sitarski                                                            | | 22–23 września 1969                | Chorzów | Konferencja w sprawie nauczania astronomii | [ 48 ] [ 50 ] [ 51 ] [ 52 ]               |
| 12             | 27 października 1967               | Wrocław                            | Włodzimierz Zonn                                                                           | Jerzy Stodółkiewicz                                      | Antoni Opolski, Konrad Rudnicki (od 13 lutego 1969)                          | Stefan Piotrowski, Wilhelmina Iwanowska (od 15 grudnia 1967), | Antoni Opolski (od 13 lutego 1969), Stefan Piotrowski (od 15 grudnia 1967) | Jan Kubikowski, Konrad Rudnicki (do 13 lutego 1969) | Maciej Bielicki, Jan Mergentaler, Grzegorz Sitarski                                                            | 24–27 września 1969 | Chorzów / Jaszowiec                | XIV Zjazd PTA | | [ 48 ] [ 50 ] [ 51 ] [ 52 ]               |
| 13             | 27 września 1969                   | Chorzów                            | Włodzimierz Zonn                                                                           | Jan Mietelski                                            | Józef Smak                                                                   | Konrad Rudnicki                                               | Antoni Stawikowski                                                         | Jerzy Jakimiec, Barbara Kołaczek                    | Maciej Bielicki, Wiesław Opalski, Grzegorz Sitarski                                                            | | 6–9 września 1971                  | Poznań / Kórnik | XV Zjazd PTA | [ 53 ] [ 54 ] [ 55 ] [ 56 ] [ 57 ]        |
| 14             | 8 września 1971                    | Kórnik                             | Włodzimierz Zonn                                                                           | Jan Mietelski                                            | Józef Smak                                                                   | Konrad Rudnicki                                               | Andrzej Woszczyk                                                           | Michał Heller, Antoni Stawikowski                   | Maciej Bielicki, Wiesław Opalski, Grzegorz Sitarski                                                            | Wilhelmina Iwanowska (przewodnicząca), Anna Latko-Przegędza (wiceprzewodnicząca), Antoni Opolski, Stefan Piotrowski, Kazimierz Stępień | 12–15 lutego 1973                  | Chorzów | XVI Zjazd PTA | [ 58 ] [ 59 ] [ 60 ]                      |
| 15             | 14 lutego 1973                     | Chorzów                            | Włodzimierz Zonn (po śmierci prof. Zonna obowiązki prezesa zarządu pełnił Robert Głębocki) | Robert Głębocki                                          | Tadeusz Jarzębowski                                                          | Antoni Stawikowski                                            | Krzysztof Heller, Konrad Rudnicki, Andrzej Zięba                           | Antoni Stawikowski, Tadeusz Jarzębowski             | Maciej Bielicki, Wiesław Opalski, Grzegorz Sitarski                                                            | Wilhelmina Iwanowska (przewodnicząca), Antoni Opolski (wiceprzewodniczący), Anna Latko-Przegędza, Stefan Piotrowski, Kazimierz Stępień | 16–19 września 1975                | Gdańsk | XVII Zjazd PTA | [ 60 ] [ 61 ] [ 62 ]                      |
| 16             | 17 września 1975                   | Gdańsk                             | Jerzy Stodółkiewicz                                                                        | Robert Głębocki                                          | Konrad Rudnicki                                                              | Antoni Stawikowski                                            | Tadeusz Jarzębowski                                                        | Grzegorz Sitarski, Magdalena Sroczyńska             | Maciej Bielicki, Wiesław Opalski (przewodniczący), Krzysztof Ziołkowski                                        | Wilhelmina Iwanowska, Anna Latko-Przegędza, Antoni Opolski, Stefan Piotrowski, Kazimierz Stępień                                       | 20–23 września 1977                | Kortowo / Olsztyn | XVIII Zjazd PTA | [ 62 ] [ 63 ] [ 64 ]                      |
| 17             | 23 września 1977                   | Frombork                           | Jerzy Stodółkiewicz                                                                        | Andrzej Woszczyk                                         | Magdalena Sroczyńska                                                         | Jerzy Jakimiec                                                | Robert Głębocki                                                            | Jan Hanasz, Konrad Rudnicki                         | Maciej Bielicki, Grzegorz Sitarski, Krzysztof Ziołkowski                                                       | Włodzimierz Baran, Wilhelmina Iwanowska, Jan Mietelski, Antoni Opolski, Eugeniusz Rybka                                                | 24–27 września 1979                | Warszawa | XIX Zjazd PTA | [ 65 ] [ 66 ] [ 67 ]                      |
| 18             | 26 września 1979                   | Warszawa                           | Jerzy Stodółkiewicz                                                                        | Antoni Stawikowski                                       | Magdalena Sroczyńska-Kożuchowska                                             | Robert Głębocki                                               | Edith Pilska                                                               | Tadeusz Jarzębowski, Andrzej Woszczyk               | Maciej Bielicki, Grzegorz Sitarski, Krzysztof Ziołkowski                                                       | Jan Mergentaler (przewodniczący), Wilhelmina Iwanowska (wiceprzewodnicząca), Włodzimierz Baran, Jan Mietelski, Antoni Opolski          | 15–18 września 1981                | Kraków / Wieliczka | XX Zjazd PTA | [ 68 ] [ 69 ] [ 70 ]                      |
| 19             | 17 września 1981                   | Wieliczka                          | Jerzy Stodółkiewicz                                                                        | Magdalena Sroczyńska-Kożuchowska                         | Adam Michalec                                                                | Andrzej Kus                                                   | Edith Pilska                                                               | Jerzy Kreiner, Jerzy Sikorski                       | Maciej Bielicki, Grzegorz Sitarski, Krzysztof Ziołkowski                                                       | Robert Głębocki, Jerzy Jakimiec, Jan Mietelski, Konrad Rudnicki, Józef Smak                                                            | 20–23 września 1983                | Frombork | XXI Zjazd PTA | [ 69 ] [ 71 ] [ 72 ]                      |
| 20             | 22 września 1983                   | Frombork                           | Jerzy Stodółkiewicz                                                                        | Antoni Stawikowski                                       | Marek Sarna                                                                  | Zygmunt Turło                                                 | Tomasz Chlebowski                                                          | Henryk Brancewicz, Romuald Tylenda                  | Maciej Bielicki, Grzegorz Sitarski, Krzysztof Ziołkowski                                                       | Robert Głębocki (przewodniczący), Jan Mietelski (wiceprzewodniczący), Barbara Kołaczek, Stefan Piotrowski, Konrad Rudnicki             | 17–20 września 1985                | Wrocław | XXII Zjazd PTA | [ 73 ] [ 74 ]                             |
| 21             | 19 września 1985                   | Wrocław                            | Jerzy Stodółkiewicz                                                                        | Antoni Stawikowski                                       | Marek Sarna                                                                  | Magdalena Sroczyńska-Kożuchowska                              | Robert Głębocki                                                            | Adam Michalec, Zygmunt Turło                        | Konrad Rudnicki, Grzegorz Sitarski, Krzysztof Ziołkowski                                                       | Józef Smak (przewodniczący), Jerzy Jakimiec (wiceprzewodniczący), Józef Masłowski, Leszek Zaleski                                      | 16–19 września 1987                | Gdańsk | XXIII Zjazd PTA | [ 73 ] [ 74 ]                             |
| 22             | 18 września 1987                   | Gdańsk                             | Jerzy Stodółkiewicz (po śmierci prezesa 26 lipca 1988 jego funkcję pełnił wiceprezes)      | Robert Głębocki                                          | Krzysztof Ziołkowski)                                                        | Jan Hanasz                                                    | Adam Michalec, Zygmunt Turło i Marek Urbanik                               |                                                     | Konrad Rudnicki, Grzegorz Sitarski, Krzysztof Ziołkowski                                                       | Józef Smak (przewodniczący), Jerzy Jakimiec (wiceprzewodniczący), Józef Masłowski, Leszek Zaleski                                      | 19–22 września 1989                | Toruń / Bachotek | XXIV Zjazd PTA | [ 75 ] [ 76 ]                             |
| 23             | 21 września 1989                   | Bachotek                           | Robert Głębocki                                                                            | Kazimierz Stępień                                        | Marek Sarna                                                                  | Adam Michalec                                                 | Magdalena Sroczyńska-Kożuchowska                                           | Małgorzata Śróbka-Kubiak, Marek Urbanik             | Antoni Stawikowski (przewodniczący), Henryk Brancewicz, Leszek Zaleski                                         | Grzegorz Sitarski (przewodniczący), Krzysztof Ziołkowski (wiceprzewodniczący), Tadeusz Jarzębowski, Maciej Kozłowski, Napoleon Maron   | 10–13 września 1991                | Kraków / Przegorzały | XXV Zjazd PTA | [ 76 ] [ 77 ]                             |
| 24             | wrzesień 1991                      | Przegorzały                        | Robert Głębocki                                                                            | Kazimierz Stępień                                        | Andrzej Sołtan                                                               | Tomasz Chlebowski                                             | Jadwiga Biała, Adam Michalec, Małgorzata Śróbka-Kubiak                     |                                                     | Antoni Stawikowski (przewodniczący), Henryk Brancewicz, Leszek Zaleski                                         | Wojciech Dziembowski, Tadeusz Jarzębowski, Grzegorz Sitarski, Józef Smak, Krzysztof Ziołkowski                                         | 21–24 września 1993                | Warszawa | XXVI Zjazd PTA |                                           |
| 25             | 23 września 1993                   | Warszawa                           | Robert Głębocki                                                                            | Marek Sarna                                              | Adam Michalec                                                                | Jan Zalewski                                                  | Jan Mietelski, Małgorzata Śróbka-Kubiak, Edwin Wnuk                        |                                                     | Henryk Brancewicz, Antoni Stawikowski, Kazimierz Stępień                                                       | Wojciech Dziembowski, Cecylia Iwaniszewska, Marcin Kubiak, Bohdan Paczyński, Grzegorz Sitarski                                         | 12–15 września 1995                | Poznań | XXVII Zjazd PTA | [ 78 ]                                    |
| 26             | 14 września 1995                   | Poznań                             | Jerzy Kreiner                                                                              | Edwin Wnuk                                               | Mirosław Giersz                                                              | Andrzej Sołtan                                                | Adam Michalec, Marek Sarna, Krzysztof Ziołkowski                           |                                                     | Henryk Brancewicz, Józef Smak, Kazimierz Stępień                                                               | Janusz Ziółkowski (przewodniczący), Cecylia Iwaniszewska, Jan Mietelski, Grzegorz Sitarski, Romuald Tylenda, Krzysztof Ziołkowski      | 9–12 września 1997                 | Zielona Góra | XXVIII Zjazd PTA | [ 78 ]                                    |
| 27             | 10 września 1997                   | Zielona Góra                       | Jerzy Kreiner                                                                              | Edwin Wnuk                                               | Adam Michalec                                                                | Krzysztof Ziołkowski                                          | Jadwiga Biała, Michał Ostrowski, Andrzej Woszczyk                          |                                                     | Henryk Brancewicz, Jerzy Madej, Marek Sarna                                                                    | Robert Głębocki, Cecylia Iwaniszewska, Andrzej Lisicki, Jan Mietelski, Konrad Rudnicki                                                 | 13–16 września 1999                | Olsztyn | XXIX Zjazd PTA | [ 79 ]                                    |
| 28             | 15 września 1999                   | Olsztyn                            | Andrzej Woszczyk                                                                           | Janusz Ziółkowski                                        | Adam Michalec                                                                | Andrzej Niedzielski                                           | Ewa Janaszak, Tadeusz Michałowski, Michał Ostrowski                        |                                                     | Henryk Brancewicz, Jerzy Madej, Marek Sarna                                                                    | Lubomir Włodzimierz Baran, Cecylia Iwaniszewska, Andrzej Lisicki, Jan Mietelski, Krzysztof Ziołkowski                                  | 10–13 września 2001                | Kraków Przegorzały | XXX Zjazd PTA | [ 80 ] [ 81 ]                             |
| 29             | 11 września 2001                   | Przegorzały                        | Andrzej Woszczyk                                                                           | Janusz Ziółkowski                                        | Adam Michalec                                                                | Andrzej Niedzielski                                           | Krzysztof Chyży, Tadeusz Michałowski, Andrzej Pigulski                     |                                                     | Henryk Brancewicz, Jerzy Madej, Marek Sarna                                                                    | Lubomir Włodzimierz Baran, Cecylia Iwaniszewska, Jan Mietelski, Konrad Rudnicki                                                        | 8–12 września 2003                 | Toruń | XXXI Zjazd PTA | [ 81 ] [ 82 ]                             |
| 30             | 10 września 2003                   | Toruń                              | Andrzej Woszczyk                                                                           | Janusz Ziółkowski                                        | Adam Michalec                                                                | Andrzej Niedzielski                                           | Krzysztof Chyży, Tomasz Kwiatkowski, Andrzej Pigulski                      |                                                     | Henryk Brancewicz, Jerzy Madej, Marek Sarna                                                                    | Jadwiga Biała, Cecylia Iwaniszewska, Tadeusz Jarzębowski, Jan Mietelski, Konrad Rudnicki                                               | 19–23 września 2005                | Wrocław | XXXII Zjazd PTA | [ 82 ]                                    |
| 31             | 22 września 2005                   | Wrocław                            | Andrzej Woszczyk                                                                           | Janusz Ziółkowski                                        | Adam Michalec                                                                | Maciej Mikołajewski                                           | Agnieszka Kryszczyńska, Andrzej Pigulski, Ewa Szuszkiewicz                 |                                                     | Henryk Brancewicz, Jerzy Sikorski, Michał Tomczak                                                              | Honorata Korpikiewicz, Jerzy Kuczyński, Joanna Mikołajewska, Konrad Rudnicki, Józef Smak                                               | 17–21 września 2007                | Kielce | XXXIII Zjazd PTA | [ 82 ]                                    |
| 32             | 19 września 2007                   | Kielce                             | Edwin Wnuk                                                                                 | Krzysztof Ziołkowski                                     | Adam Michalec                                                                | Maciej Mikołajewski                                           | Bożena Czerny, Agnieszka Kryszczyńska, Ewa Szuszkiewicz                    |                                                     | Henryk Brancewicz, Michał Ostrowski, Michał Tomczak                                                            | Honorata Korpikiewicz, Jerzy Kuczyński, Joanna Mikołajewska, Konrad Rudnicki, Józef Smak                                               | 14–18 września 2009                | Kraków | XXXIV Zjazd PTA | [ 83 ] [ 84 ]                             |
| 33             | ~16 września 2009                  | Kraków                             | Edwin Wnuk                                                                                 | Maciej Mikołajewski                                      | Adam Michalec                                                                | Bożena Czerny                                                 | Agnieszka Janiuk, Agnieszka Kryszczyńska, Waldemar Ogłoza                  |                                                     | Józef Smak, Michał Tomczak, Krzysztof Ziołkowski                                                               | Maria Giller, Joanna Mikołajewska, Andrzej Pigulski, Konrad Rudnicki, Ewa Szuszkiewicz                                                 | 11–15 września 2011                | Gdańsk | XXXV Zjazd PTA | [ 84 ]                                    |
| 34             | ~14 września 2011                  | Gdańsk                             | Bożena Czerny                                                                              | Maciej Mikołajewski                                      | Agnieszka Kryszczyńska                                                       | Stanisław Ryś                                                 | Waldemar Ogłoza, Agnieszka Słowikowska, Sebastian Soberski                 |                                                     | Henryk Brancewicz, Adam Michalec, Michał Tomczak,                                                              | Jan Hanasz, Jerzy Kuczyński, Konrad Rudnicki, Krzysztof Ziołkowski                                                                     | 11–14 września 2013                | Warszawa | XXXVI Zjazd PTA | [ 84 ]                                    |
| 35             | 13 września 2013                   | Warszawa                           | Agnieszka Kryszczyńska                                                                     | Maciej Mikołajewski                                      | Waldemar Ogłoza                                                              | Agata Różańska                                                | Krzysztof Czart, Tomasz Mrozek, Grzegorz Stachowski                        |                                                     | Henryk Brancewicz, Adam Michalec, Michał Tomczak,                                                              | Jadwiga Biała, Bożena Czerny, Konrad Rudnicki, Józef Smak, Krzysztof Ziołkowski                                                        | 7–10 września 2015                 | Poznań | XXXVII Zjazd PTA | [ 85 ]                                    |
| 36             | 9 września 2015                    | Warszawa                           | Agnieszka Kryszczyńska                                                                     | Maciej Mikołajewski                                      | Magdalena Polińska                                                           | Agata Różańska                                                | Krzysztof Czart, Sebastian Soberski, Grzegorz Stachowski                   |                                                     | Henryk Brancewicz, Adam Michalec, Michał Tomczak,                                                              | Jadwiga Biała, Bożena Czerny, Piotr Flin, Jerzy Kreiner, Marek Sarna                                                                   | 11–14 września 2017                | Zielona Góra | XXXVIII Zjazd PTA | [ 86 ] [ 87 ]                             |
| 37             | 13 września 2017                   | Zielona Góra                       | Marek Sarna                                                                                | Maciej Mikołajewski                                      | Milena Ratajczak                                                             | Agata Różańska                                                | Krzysztof Czart, Wojciech Hellwing, Radosław Smolec                        |                                                     | Henryk Brancewicz, Adam Michalec, Michał Tomczak,                                                              | Jadwiga Biała, Bożena Czerny, Wojciech Lewandowski, Ryszard Szczerba, Michał Tomczak                                                   | 8–12 września 2019                 | Olsztyn | XXXIX Zjazd PTA | [ 87 ]                                    |
| 37             | 13 września 2017                   | Zielona Góra                       | Marek Sarna                                                                                | Maciej Mikołajewski                                      | Milena Ratajczak                                                             | Agata Różańska                                                | Krzysztof Czart, Wojciech Hellwing, Radosław Smolec                        | 25 lutego 2021                                      | Henryk Brancewicz, Adam Michalec, Michał Tomczak,                                                              | Jadwiga Biała, Bożena Czerny, Wojciech Lewandowski, Ryszard Szczerba, Michał Tomczak                                                   | Warszawa                           | Nadzwyczajne WZ (w celu uchwalenia nowego statutu) | | [ 87 ]                                    |
| 37             | 13 września 2017                   | Zielona Góra                       | Marek Sarna                                                                                | Maciej Mikołajewski                                      | Milena Ratajczak                                                             | Agata Różańska                                                | Krzysztof Czart, Wojciech Hellwing, Radosław Smolec                        | 13–17 września 2021                                 | Henryk Brancewicz, Adam Michalec, Michał Tomczak,                                                              | Jadwiga Biała, Bożena Czerny, Wojciech Lewandowski, Ryszard Szczerba, Michał Tomczak                                                   | Szczecin (w formule hybrydowej)    | XL Zjazd PTA | | [ 87 ]                                    |
| 38             | 15 września 2021                   | Szczecin                           | Marek Sarna                                                                                | Krzysztof Czart                                          | Milena Ratajczak                                                             | Paweł Zieliński                                               | Arkadiusz Berlicki, Tomasz Kundera, Agata Różańska                         |                                                     | Wojciech Hellwing, Dorota Kozieł-Wierzbowska, Agnieszka Kryszczyńska, Halina Prętka-Ziomek, Sebastian Soberski | Anna Bartkiewicz, Bożena Czerny, Adam Michalec, Maciej Mikołajewski, Agnieszka Pollo                                                   | 11–15 września 2023                | Toruń | XLI Zjazd PTA | [ 89 ] [ 90 ] [ 91 ]                      |
| 38             | 15 września 2021                   | Szczecin                           | Marek Sarna                                                                                | Krzysztof Czart                                          | Milena Ratajczak                                                             | Paweł Zieliński                                               | Arkadiusz Berlicki, Tomasz Kundera, Agata Różańska                         | 8–12 września 2025                                  | Wojciech Hellwing, Dorota Kozieł-Wierzbowska, Agnieszka Kryszczyńska, Halina Prętka-Ziomek, Sebastian Soberski | Anna Bartkiewicz, Bożena Czerny, Adam Michalec, Maciej Mikołajewski, Agnieszka Pollo                                                   | Warszawa                           | XLII Zjazd PTA | | [ 89 ] [ 90 ] [ 91 ]                      |

* – numeracja za, będąca podstawą obecnej numeracji zjazdów PTA.